# (82071) Debrecen
(82071) Debrecen est un astéroïde de la ceinture principale.

## Description
(82071) Debrecen est un astéroïde de la ceinture principale. Il fut découvert le 31 décembre 2000 à Piszkesteto par Krisztián Sárneczky et László L. Kiss. Il présente une orbite caractérisée par un demi-grand axe de 2,38 UA, une excentricité de 0,13 et une inclinaison de 6,9° par rapport à l'écliptique.

## Compléments